# Gastón Gori
Gastón Gori (Esperanza, 17 de noviembre de 1915 - Santa Fe, 17 de noviembre de 2004) fue un escritor argentino.

## Biografía
Nació bajo el nombre de Pedro Marangoni en la ciudad de Esperanza, provincia de Santa Fe. Cursó magisterio en la Escuela Normal y estudió además Derecho. Si bien comenzó a ejercer como abogado, luego se dedicó activamente a la literatura.  En sus ensayos estudió en detalle la problemática de la inmigración, y especialmente en La Forestal sobre la explotación maderera en los obrajes.
En 1968, Gori presidió la delegación argentina en la Conferencia Hemisférica por la paz en Vietnam  que se realizó en la ciudad de Montreal, Canadá.
En 1992 se inició en la Masonería, en la centenaria Logia "Armonía" N.º 99 de la ciudad de Santa Fe, donde participó hasta su fallecimiento
En 1999 fue nominado a los premios Príncipe de Asturias y al premio José Hernández.

## Obra
La producción literaria de Gori abarca desde poemas, cuentos, relatos, novelas y ensayos hasta publicaciones historiográficas.

### Ensayos
- Anatole France - ensayo (1940)
- Sobre la tierra ensangrentada - ensayo (1941)
- Intermezzo de las rosas - ensayo (1946)
- Colonización suiza en Argentina - ensayo histórico (1947)
- El indio, el criollo y el gringo - estudios etnográficos (1947)
- Ha pasado la nostalgia - ensayos (1950)
- Vagos y mal entretenidos - ensayo (1951)
- La pampa sin gaucho - ensayo (1952)
- El pan nuestro - ensayo (1958)
- Aníbal Ponce - ensayo (1958)
- Eduardo Wilde - ensayo (1962)
- Inmigración y colonización en Argentina - ensayo (1964)
- La Forestal, tragedia del quebracho colorado - ensayo (1965)
- Esperanza, madre de colonias - ensayo (1969)
- La narrativa en la región del Litoral - ensayo (1971)
- La tierra ajena, drama de la juventud agraria - ensayo (1972)

### Cuentos, novelas y relatos
- Vidas sin rumbo - cuentos (1943)
- Y además era pecoso - cuentos (1945)
- El camino de las nutrias - cuentos (1949)
- La muerte de antonini - novela (1956)
- El desierto tiene dueño (1958)
- Pase señor fantasma - cuentos (1976)
- Palabras de refutación gozosa - relatos (1976)
- Nicanor y las aguas furiosas - relatos (1976)

### Poemas
- Mientras llega la aurora - poemas (2019
- Poemas en la tormenta (1975)
- Se rinden los nardos - poemas (1946)

### Trabajos historiográficos
Colonización, estudio histórico y social - cuentos (1948)
Familias colonizadoras de san Carlos - historia (1954)
Diario del colonizador Enrique Vollenweider - (1958)
Familias fundadoras de la colonia Esperanza - (1973)

## Premios y distinciones
Faja de Honor en Poesía (1981)
Premio Aníbal Ponce (1982)
Gran Premio de Honor de la SADE 1990
Primer Premio Regional de Historia y Arqueología (1993)
Primer Premio Regional de Literatura (1993)